# 溴化铽
溴化铽是一种无机化合物，化学式为TbBr3。

## 制备及性质
溴化铽可由铽、三氧化二铽或溴化铽的水合物和溴化铵加热反应得到。
Tb2O3 + 6 NH4Br → 2 TbBr3 + 6 NH3 + 3 H2O
溴化铽的溶液可以结晶出六水合物，将其加热，在失水的同时，会有部分的TbOBr生成。
溴化铽是一种可溶于水的白色固体，晶体呈碘化铋结构。